# ويليام كاري غريفز
ويليام كاري غريفز هو محامي وسياسي أمريكي، ولد في 1 ديسمبر 1895، وتوفي في 26 يناير 1966. انتخب عضو مجلس ولاية تكساس ‏.